# Isaac Salmonsen

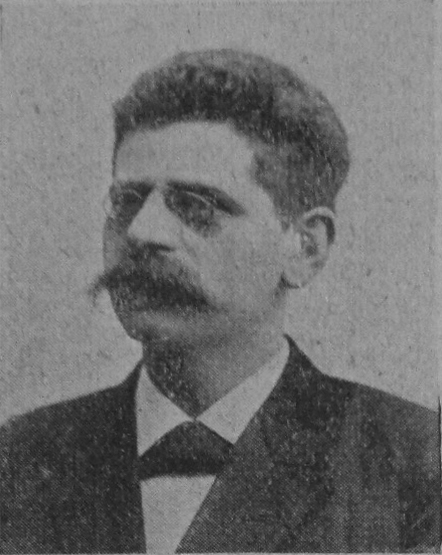
Isaac Salmonsen

Isaac Salmonsen, auch Isac Heiman Salmonsen (geboren am 27. Februar 1846 in Kopenhagen, gestorben am 10. Juli 1910 ebenda) war ein dänischer Buchhändler und Verleger.

## Leben
Salmonsen war der Sohn des Fabrikanten Heymann (oder Heiman) Salmonsen (1798–1869) und dessen Frau Dina (1809–1896, geborene Jacobsen). Er trat 1861 in der Buchhandlung von Phil. Gerson Philipsen in Kopenhagen ein in der er bis 1871 arbeitete. Er machte sich anschließend selbstständig und gründete am 10. Oktober 1871 gemeinsam mit seinem älteren Bruder Moritz (1843–1913) eine eigene Buchhandlung unter dem Namen „Brødrene Salmonsen“ (Gebrüder Salmonsen). Moritz wanderte im Folgejahr in die Vereinigten Staaten aus, wo er als Beamter des Magistrats und Literat von Chicago aus an Salmonsens store illustrerede Konversationsleksikon mitwirkte und 40 Jahre nach seiner Einwanderung 1913 die Schrift Brogede minder fra fyrretyve aars ophold i Chicago veröffentlichte.
Salmonsens Unternehmen wurde zunächst als allgemeine Buchhandlung gegründet und Salmonsen wurde durch den Fortgang seines Bruders zum alleinigen Besitzer. Nach einigen Jahren begann er sich dort als Verleger zu betätigen und diesen Geschäftsbereich nach und nach zu erweitern. Zu den ersten großen Werken, die er verlegte, gehörte eine dänische Übersetzung von Charles Darwins Reise um die Welt. Mehrere Jahre später folgte Der Orient von Amand von Schweiger-Lerchenfeld. Der Verlag bediente zunächst jedoch den Bereich der Romanübersetzungen, der Herausgabe von Schulbüchern und kleineren Schriften.
Gemeinsam mit seinem Bruder Carl (1839–1887) gab er 1877 ein Jahr lang Den Nordiske Bogverden heraus. Carl Salmonsen war als Mitarbeiter bei der Erstellung des Dansk biografisk leksikon beschäftigt und hatte zahlreiche Artikel in Magazinen und Zeitschriften verfasst.
In den Jahren 1877 bis 1885 war er Vorsitzender der Boghandlermedhjælperbiblioteket und 1897 Direktor der Boghandlerfagskole (auch Fagskolen for Boghaandværk, Fachschule für Buchhandwerk, eine Berufsfachschule). Zudem war er seit dem 7. Dezember 1881 Mitglied der Boghandlerforeningen (Buchhändlervereinigung). Im Herbst 1891 begann Salmonsen die Arbeit an seinem „Store illustrerede Konversationslexikon for Norden“ und erweiterte den Verlag durch den Kauf des Kinderbuchverlags Hostrup-Schultz und feierte am 10. Oktober 1896 das 25-jährige Firmenjubiläum.
Salmonsen wurde auf dem Jüdischen Friedhof in Kopenhagen beigesetzt.

## Werke
Bekannt ist er für die Herausgabe der nach ihm benannten Enzyklopädie, die unter dem Namen Salmonsens store illustrerede Konversationsleksikon von 1893 bis 1911 unter der Redaktion von Christian Blangstrup in 19 Bänden erschien.
- A–Øynhausen. In: Christian Blangstrup et al. (Hrsg.): Salmonsens store illustrerede Konversationsleksikon. En nordisk Encyklopædi. 1. Auflage. 19 Bände 1893–1911. Brødrene Salmonsen, Kopenhagen (dänisch).